# اولیوتو لاریو
اولیوتو لاریو (به ایتالیایی: Oliveto Lario) یک کومونه در ایتالیا است که در استان لکو واقع شده‌است. اولیوتو لاریو ۱۶٫۱ کیلومتر مربع مساحت و ۱٬۱۶۴ نفر جمعیت دارد و ۲۰۸ متر بالاتر از سطح دریا واقع شده‌است.

## خواهرخوانده
شهر فریدبرگ، هسن خواهرخواندهٔ اولیوتو لاریو هست.